# Sankyo Flute Company
Sankyo Flute Manufacturing Co., Ltd, beliggende i Sayama, Japan er en virksomhed, der producerer håndlavede tværfløjter, piccolofløjter og hovedstykker på professionelt niveau. Flere anerkendte fløjtenister, som Walter Auer fra Wiener Philharmonikerne, John Curran fra Rhode Island Philharmonic Orchestra og Young-ji Song fra Seoul Philharmonikerne, spiller på Sankyo-fløjter.
Sankyo Flute-værkstederne producerer omkring 350 håndlavede sølv-, guld- og træinstrumenter og mange sølv- og guldhovedstykker hver måned til distribution verden over.